# Ватрогасац
Ватрогасац је припадник Ватрогасног удружења који има за циљ гашење или контролисање ватре и ватрених стихија, као и заштиту и спасавање лица и имовине за време елементарних непогода и природних катастрофа. У разним земљама ватрогасци су различито организовани, али их карактерише заједничка воља за заштитом човека и његових добара од неконтролисаног дејства ватре. Најчешће су ватрогасци организовани по принципу аполитичности за заједничко добро, али у историји није увек био такав случај.

Ватрогасци се деле на професионалне и добровољне.

Професионалне чине ватрогасне јединице које могу бити територијалне и индустријске, а добровољне оснивају грађани који се удружују у добровољна ватрогасна друштва (ДВД). Све професионалне територијалне ватрогасне јединице су ватрогасно-спасилачке јединице које припадају Министарству унутрашњих послова Републике Србије, Сектору за ванредне ситуације (СВС). Њихов задатак је реаговање у ванредним ситуацијама (пожари, поплаве, саобраћајне несреће, хемијски акциденти, земљотреси и друго). Индустријске ватрогасне јединице оснивају предузећа која на то имају обавезу због свог техничко-технолошког процеса производње и складиштења опасних материја.

## Ватрогасно-спасилачке јединице
Организоване су као бригаде, батаљони, чете, водови, одељења и групе. У зависности од места у коме се налазе је систематизован и број њихових припадника, који се константно увежбавају за разне ситуације и по дојави излазе из јединице потпуно опремљени за мање од 45 секунди. Њихови припадници морају да испуњавају све прописе из закона о полицији (службени гласник Републике Србије 101/2005) при запослењу да нису старији од 27 година за раднике са средњом стручном спремом, до 30 година са вишом и високом стручном спремом. Да кандидат нема двојно држављанство, да је одслужио војну обавезу под оружјем, да није прекршајно ни кривично осуђиван на безусловну казну затвора дужу од три месеца, да се против кандидата не води кривични поступак и да испуњава психо-физичке услове за рад у полицији (лекарско уверење). Приправнички стаж траје девет месеци од тога (шест месеци на пробном раду у ватрогасној јединици, а три месеца на организованој стручној обуци) после тога приправник полаже стручни државни испит, и распоређује се на рад у својој матичној јединици где је конкурисао и заснива стални радни однос, на месту сходно његовој стручној спреми.

## Правилна дојава пожара
Позивни број за ватрогасце је 193 са одговарајућим позивним бројем места у ком се налази лице које зове, са тим да ће се постепено уводити и јединствени европски број за реаговање у случају несрећа 112 на који ће моћи на више страних језика да се пријави несрећа са било којег места у Европи, без обзира на то да ли лице које зове тренутно има кредита на мобилном телефону или не, или је телефон који користи са СИМ картицом или без ње, што ће омогућити мобилни оператер и произвођач телефона. 
При дојави пожара или неке друге несреће оператеру у ватрогасној јединици дати све тражене податке о томе:
1. шта гори (или ако је у питању нека друга несрећа, навести која)
2. где се то налази (улица, број, део града ) уколико лице које дојављује не зна где се тачно налази, описати околину, познате објекте и друго
3. дати оператеру своје име и презиме
4. издиктирати број са кога зове
5. дати и друге податке о локацији, типу објекта спратности, броју угрожених лица, посебним опасностима које прете (хемијске и експлозивне материје, бутан боце и слично)

Правовремена и тачна дојава несреће од изузетне је важности за ефикасно и успешно деловање ватрогасно-спасилачких јединица и спасавања угрожених лица и објеката. Позив се без обзира да ли се зове са фиксног или мобилног телефона не наплаћује. Узнемиравање и лажна дојава се кажњава казном затвора од 3 месеца до 3 године, и новчаном казном од 10 до 50 хиљада динара. члан 71. став 2, закона о заштити од пожара (службени гласник Републике Србије 111/09).

## Ватрогасна возила
Сва возила су црвене боје опремљена плавим ротационим светлима, и сиренама различитог тона и интензитета. 
Она се деле на:

Комадна која служе за предвођење до места интервенције и опремљена су уређајима за везу и комуникацију.
Навална служе за превоз већег броја ватрогасаца (до шест) и веће количине опреме за гашење пожара, а мање количине воде до 4000 литара

Пратећа то су ауто-цистерне које носе велику количину воде (до 13.000 литара) и мањи број ватрогасаца (до три)

Техничка служе за реаговање у саобраћајним несрећама, могу поседовати и кран као и уређај за самоизвлачење

Хемијска користе се при интервенцијама код којих су присутне опасне материје.

Ауто-механичке лестве служе за спашавање људи са висина имају лестве (најчешће до 44 метра) и лифт који иде до исте висине

Хидрауличне телескопске платформе имају корпу која прима до пет особа (носивости до 500 kg) домет им се краће од 16 до 101 метар, у зависности од произвођача и конфигурације терена

При гашењу великих пожара на отвореном простору користе се и авиони (тзв. "канадери") и хеликоптери који могу бити и специјално израђени за те задатке, а могу и бити надограђени постојећи

Бродови служе за гашење пожара на води и приобаљу, могу уједно и да снабдевају водом ватрогасна возила на копну
- Ставка набројивог списка

## Ватрогасна опрема
Ватрогасна опрема се дели на личну и заједничку.

У личну спадају:
- радно-заштитна одећа и обућа
- ватрогасни шлем
- ватрогасни радни (пењачки) опасач

У заједничку опрему спадају:

Заштитна опрема:
- заштитна опрема од пламена и топлоте
- опрема за заштиту органа за дисање
- опрема за заштиту од киселина, база и агресивних материја
- опрема за заштиту од радиоактивности

Справе и опрема за гашење пожара: 
- опрема за гашење водом
- опрема за добијање пене
- преносни и превозни апарати за почетно гашење пожара
- стабилне инсталације за гашење и дојаву пожара

Справе и опрема за пењање:
- ватрогасне лестве
- механичке лестве
- ауто-механичке лестве
- хидрауличне зглобне платформе
- телескопске платформе

Справе и опрема за спасавање:
- спуснице
- ваздушни јастук
- самоспасиоци
- ужад и конопци

Техничка опрема и алат:
- опрема за рад са агресивним и опасним материјама
- електро-опрема
- опрема за осветљење
- опрема за проветравање и вентилацију
- опрема за детекцију и дозиметрију
- опрема за везу

Ватрогасна и спасилачка возила:
- Командно возило
- Навално возило
- Комбиновано возило
- Ауто-цистерна
- Техничко возило
- Аутомеханичке лестве
- Хидраулична зглобна платформа
- Возила за гашење прахом
- Возило - покретно спремиште
- Возило за шумске пожаре
- Ватрогасни брод
- Канадери
- Хеликоптери

## Опрема за заштиту органа за дисање
У већини ватрогасних јединица се користе изолационе справе са компримованим ваздухом (ваздух утиснут под високим притиском до 300 бара) који су у новије време израђени од карбона, што им даје изузетну лакоћу (око 3,6 kg) пуне се притиском од 200 до 300 бара, капацитета од 6 до 6,8 литара. Намењени су за заштиту органа за дисање у свим случајевима где је околна атмосфера затрована штетним материјама. Они потпуно изолују корисника апарата од околне атмосфере. Изолациони апарати са компримованим (сабијеним) ваздухом функционишу тако што се притисак ваздуха из боце редукује (смањује) у редукционом вентилу на 5 бара, и под тим притиском преко гуменог црева ниског притиска долази у плућни аутомат, где се редукује на 0,75-1 bar што је готово једнако атмосферском притиску. Контролни манометар је гуменим цревом високог притиска повезан са боцама, а намењен је за контролу притиска ваздуха у боцама. Плућни аутомат осигурава довод ваздуха у плућа корисника апарата док траје период удисања, а у току издисања аутоматски се затвара. Да би носилац апарата био упозорен да му је залиха ваздуха у боцама на измаку, сваки апарат има уграђен одговарајући уређај на упозорење. Уређај даје сигнал када притисак ваздуха у боцама падне на око 40 до 60 бара, што се постиже на два начина уградњом посебне алармне звиждаљке или наглим пружањем отпора дисању. Аутономност корисника апарата се креће од 16 до 120 минута у зависности од капацитета плућа, кондиције, личних навика, напора којима је корисник изложен, топлоти итд.

## Ручни апарати за гашење пожара прахом "C"-апарат
Апарати за гашење прахом првенствено су намењени за гашење пожара класе „Б“, „Ц“ и „Е“ (напона до 1000 волти) при растојању од 1 метра, а применом одговарајућег праха и за пожаре класа „А“ и „Д“. Апарати се израђују у шест величина и то (C1, C2, C3, C6, C9, C12) где је "C" (латиничко Це) ознака да је у питању прах, а број поред слова означава количину нето пуњења у килограмима. Домет млаза може бити од 3 до 17,5 метара у зависности од пуњења, температурни интервал рада апарата је од -20 до +70°C. Тело апарата израђује се од челичног лима и напуњено је одговарајућом количином праха. Погонско средство за избацивање праха је угљен-диоксид који се налази у челичној боци високог притиска унутар апарата. Боца са угљен-диоксидом затворена је мембраном од бакарног лима дебљине 0,5 милиметара, активирање апарата постиже се пробијањем мембране боце са угљен-диоксидом помоћу покретне ручице капе апарата и игле. Апарати могу бити и под сталним притиском, у том случају имају манометар који приказује колики је притисак у боци, који мора бити у зеленој зони што значи да је апарат исправан за коришћење. Поступак при активирању апарата који нису под сталним притиском: извадити осигурач покретне ручице, притиснути покретну ручицу надоле до краја и нагло је отпустити, сачекати 5 секунди да се узбурка гас, затим уперити млазницу ка пожару и поново притиснути ручицу и прекривати прахом површине захваћене пожаром. Док код апарата под сталним притиском је довољно само једном притиснути ручицу и прах одмах излази из апарата, што је брже и ефикасније за употребу а и визуелна контрола његове исправности је видљива погледом на манометар. Притисак у боци се креће од 12 до 16 бара на температури од 20 степени. Прах делује тако што ствара „прашкасти зид“ и прекида процес горења, производи се на бази натријум-бикарбоната и није отрован. Обавеза је да се апарат контролише на сваких 6 месеци код овлашћеног сервисера који притом контролише механичку исправност, квалитет праха, погонског гаса, тежину и отпорност делова апарата.

## Превентивна заштита од пожара
Под превентивном заштитом од пожара се подразумева низ превентивних мера, у складу са законом о заштити од пожара (службени гласник Републике Србије 111/09), и другим прописима који уређују ову област у целини.
Пожар представља свако неконтролисано сагоревање, за његов настанак је потребно испунити три основна услова (тзв. "троугао паљења"):
- горива материја
- извор топлоте
- кисеоник

Елиминисањем само једног од ових фактора долази до спречавања његовог настанка. Највећу опасност за настанак пожара у стамбеним објектима су: грејна тела (пећи, котлови итд.), шпорети (штедњаци), плинске боце, неисправне електричне инсталације, електрични уређаји и слично. Више од 90% пожара изазове се људском непажњом, немаром или грешком. Најчешће грешке које се праве су: држање лако запаљивих материјала поред грејних тела, неискључивање пећи и шпорета при напуштању објекта и укључивање неисправних електричних уређаја. Уколико до пожара дође никако не чинити следеће: не гасити електричне уређаје под напоном водом, димњаке нипошто не гасити водом (јер може доћи до експлозије услед контакта водоника са високом температуром), не правити промају јер се тако поспешује ширење пожара на остале просторије, приликом пожара не силазити лифтом (јер се окно лифта понаша као димњак те је велика опасност од гушења димом), не враћати се по ствари него одмах обавестити комшије и ватрогасце. Треба запамтити да дим увек иде према горе, и да је ваздух најчистији ближе поду. Не паничити и не покушавати да се побегне силаском кроз задимљен простор јер се лако изгуби оријентација и пада у несвест, него изаћи на терасу или прозор и тражити помоћ тако да ватрогасци могу да вас примете и спасу.

## Галерија
- Ватрогасна вожњача
- Ватрогасна преносна моторна пумпа